# Brödställ

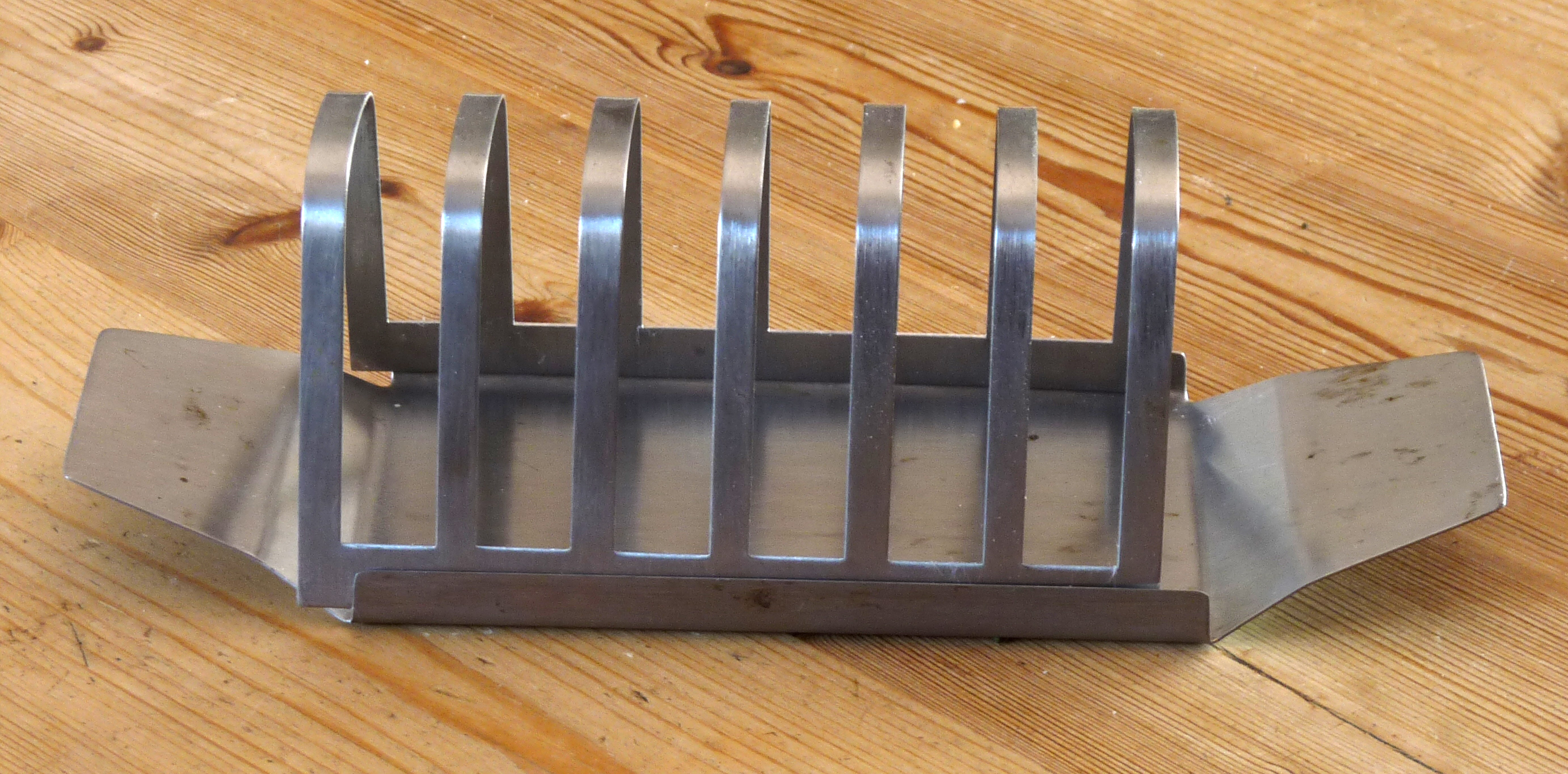
Ett brödställ

Ett brödställ (en: toast rack) är ett serveringsställ för bröd med flera vertikala fack. I facken ska brödskivorna placeras. Stället har oftast även någon form av handtag, så att man lätt kan flytta det.  
De tidigaste exemplaren av brödställ kom på 1770-talet. Design och form bröd följer liksom annan industridesign det allmänna modet. Avskiljarna är ofta tillverkade av järntrådar eller plattjärn och de är lödda till antingen ett nät av linor eller i ställets bas. Ibland är basplattan separerad från facken och utformad för att fånga upp brödsmulor. Några modeller har gjorts med större eller fler fack, men det finns också både hopfällbara modeller och andra ställ med hål för ägg och marmeladburkar, med mera. 
En av många industridesigners som ritade brödställ var Christopher Dresser (1834–1904), utbildad vid School of Design i Glasgow.
Manchester Metropolitan Universitys huvudbyggnad på campus i Fallowfield kallas ofta ”The Toast Rack” till följd av sin konstruktion.